# 研究所
是為某些目的而成立的組織機構，通常是為了進行特定主題研究而成立的研究機構，或者是專業機構。
研究所，也可以是學士班之後的深造教育研究機構，一般設立於大學中，以「某大學某研究所」的形式存在，也有獨立設立者。研究所需大學畢業及同等學歷才能取得報考或申請入學資格，主要為培養碩士、博士人才及進行基礎研究生工作，許多大學教授也會在研究所開課並領導研究工作。
研究所與專業學院（Professional Schools）有一定的分別。研究所不一定培訓某個行業的人才，但專業學院則旨在培養具有專業資格的人才（如醫學院和法學院）。在美國及加拿大，某些專業學院的所有課程一般都需要申請者先取得一個本科學位方可報讀，如美加的醫學院，即便是醫學本科課程均只收本科畢業生，因此它們也常被直接歸為是研究所的一種。
有些政府、民間組織及企業機構也會設立名為研究所、研究中心或研究院的研究機構（智庫），但只是同名，不具教育性質，也無法取得學歷證明。研究所相當於日本、韓國的「大學院」，而日韓的「研究所」則相當於研究中心。

## 各地

### 中国大陆
中国国务院学位委员会和教育部批准全国56所大学设置研究生院，目前仅部属高校获准设置。研究生院是指一种高等教育的院系建制，体现了一所大学相应的教学规模。拥有研究生院的學校有清华大学、北京大学等。
不在教育部批准列表，但设置有硕士、博士培养点的大学，通常亦称呼自己的研究生培养单位为研究生院。这些研究生培养点可能附属于高等院校的二级学院，也可能是大学内独立的研究生学术单位，如河北大学宋史研究中心。

### 台灣
台灣有不少普通大學或科技大學均設有獨立的研究所，均依照《學位授予法》所規定。
2021年台灣政府通過《國家重點領域產學合作及人才培育創新條例》，使得不少國立大學成立國家重點領域研究學院（簡稱研究學院），為專門招收碩士學位生與博士學位生的研究學院，並且與業界加深合作，較具代表性的研究學院為國立臺灣大學重點科技研究學院、國立清華大學半導體研究學院與國立陽明交通大學產學創新研究學院以及國立成功大學智慧半導體及永續製造學院等。